# Trisacárido

La maltotriosa es un trisacárido formado por tres moléculas de glucosa enlazadas.

Los trisacáridos son glúcidos formados por la unión de tres monosacáridos mediante enlaces glucosídicos. Son relativamente escasos en la naturaleza. Ejemplos de trisacáridos son la rafinosa o meltiosa, la maltotriosa y la panosa que se encuentra en pequeñas cantidades en la miel y está formado por tres moléculas de glucosa. Los trisácáridos pertenecen al grupo de los oligosacáridos que están formados por entre 2 y 10 monosacáridos,  si la molécula contiene 2 monosacáridos se llama disacárido, si está formada por tres es un trisacárido y cuando tiene más de tres no recibe ninguna denominación concreta.

## Fórmulas
| Trisaccharide | Unidad 1  | Enlace | Unidad 2 | Enlace | Unidad 3 |
| Nigerotriosa  | glucosa   | α(1→3) | glucosa  | α(1→3) | glucosa  |
| Panosa        | glucosa   | α(1→6) | glucosa  | α(1→4) | glucosa  |
| Maltotriosa   | glucosa   | α(1→4) | glucosa  | α(1→4) | glucosa  |
| Melecitosa    | glucosa   | α(1→2) | fructosa | α(1→3) | glucosa  |
| Maltotriulosa | glucosa   | α(1→4) | glucosa  | α(1→4) | fructosa |
| Rafinosa      | galactosa | α(1→6) | glucosa  | β(1→2) | fructosa |
| Kestosa       | glucosa   | α(1↔2) | fructosa | β(1←2) | fructosa |